# Harvest Moon (음반)
《Harvest Moon》은 1992년 11월 2일에 발매된 캐나다의 음악가 닐 영의 열아홉 번째 스튜디오 음반이다. 많은 후원 음악가들이 1972년 영의 음반 《Harvest》에도 참여했다.

## 녹음
1990년 《Ragged Glory》의 녹음과 그 이후의 투어 (1991년 음반 《Weld》와 《Arc》) 이후 발생한 이명 사건에서 회복한 영은 벤 키스와 함께 스튜디오로 돌아와 《Harvest》, 《Comes a Time》, 《Old Ways》 1970년대 아날로그 음반들을 지배했던 어쿠스틱 기타, 피아노, 밴조를 들었다. 이 음반은 소니 PCM 16/44.1kHz 디지털로 녹음되었지만, 더 따뜻한 느낌을 얻기 위해 디지털 녹음 대신 장비가 사용되었다.
이후 1992년 투어는 녹음되었고 궁극적으로 2009년 《Dreamin' Man Live '92》 라이브 음반에 발표되었는데, 이 음반에는 모든 《Harvest Moon》 트랙을 다른 순서로 수록한 영의 솔로곡이 수록되어 있다.

## 평가
| 전문가 평가   | 전문가 평가 |
| 평가 점수     | 평가 점수   |
| 출처          | 점수        |
| ------------- | ----------- |
| AllMusic      | [ 2 ]       |
| Rolling Stone | [ 3 ]       |

음악 웹사이트 《클래식 록 리뷰》는 《Harvest Moon》을 1992년 올해의 음반으로 선정했고, 1994년 주노상 올해의 앨범상을 수상했다. 올뮤직의 매튜 그린왈드는 타이틀곡의 멜로디를 "긍정적으로 아름답다"고 묘사했다. 이 음반은 《Freedom》과 《Ragged Glory》에 이어 영의 상업적이고 비판적인 부활을 이어갔고, 결국 두 음반 모두 판매량을 앞질렀다. 곡 〈Harvest Moon〉은 AARP의 "50세 이상의 모든 사람이 소유해야 할 16곡" 목록에서 1위를 차지했다.

## 곡 목록
모든 곡들은 닐 영에 의해 작사/작곡하였다.
| #   | 제목                     | 재생 시간 |
| --- | ------------------------ | --------- |
| 1.  | 〈Unknown Legend〉       | 4:32      |
| 2.  | 〈From Hank to Hendrix〉 | 5:12      |
| 3.  | 〈You and Me〉           | 3:45      |
| 4.  | 〈Harvest Moon〉         | 5:03      |
| 5.  | 〈War of Man〉           | 5:41      |
| 6.  | 〈One of These Days〉    | 4:55      |
| 7.  | 〈Such a Woman〉         | 4:36      |
| 8.  | 〈Old King〉             | 2:57      |
| 9.  | 〈Dreamin' Man〉         | 4:36      |
| 10. | 〈Natural Beauty〉       | 10:22     |

## 인증
| 국가                       | 인증        | 판매량/출하량 |
| -------------------------- | ----------- | ------------- |
| 오스트레일리아 (ARIA)      | 골드        | 35,000^       |
| 캐나다 (뮤직 캐나다)       | 5× 플래티넘 | 500,000^      |
| 영국 (BPI)                 | 골드        | 100,000^      |
| 미국 (RIAA)                | 2× 플래티넘 | 2,000,000^    |
| ^출하량을 기반으로 한 인증 |             |               |